# 馬坑涌山

從馬頭圍一帶眺望馬坑涌山

馬坑涌山（別稱新山）是位於香港九龍土瓜灣的一座已平整山丘，在平整前是一個石礦場。馬坑涌山體面積不少，有約100萬平方尺，位置大約於現今馬頭圍道、土瓜灣道、上鄉道和牛棚藝術村之間。馬坑涌山的原址大部份現已發展為土瓜灣遊樂場。

## 歷史

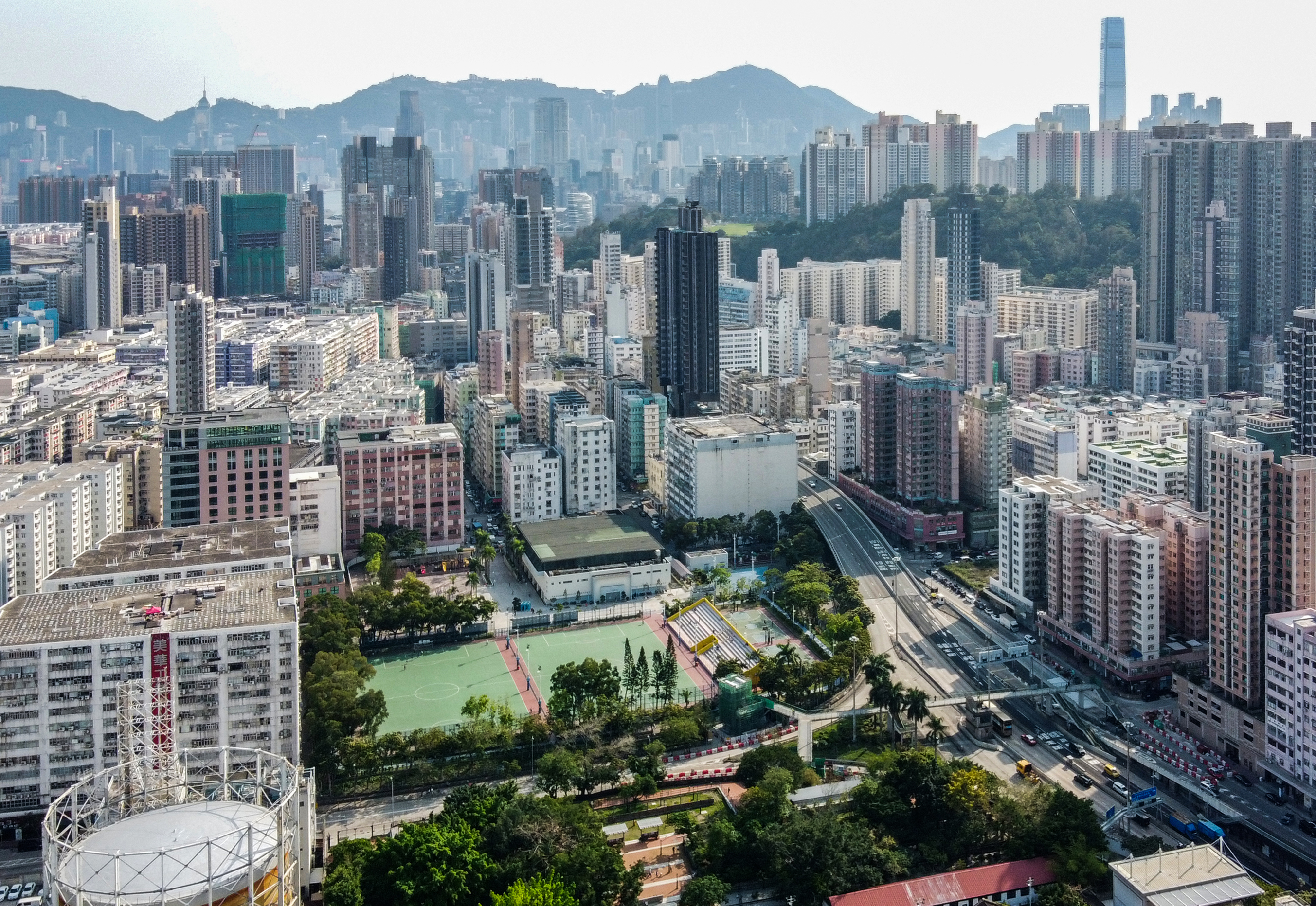
馬坑涌山的原址大部份現已發展為土瓜灣遊樂場

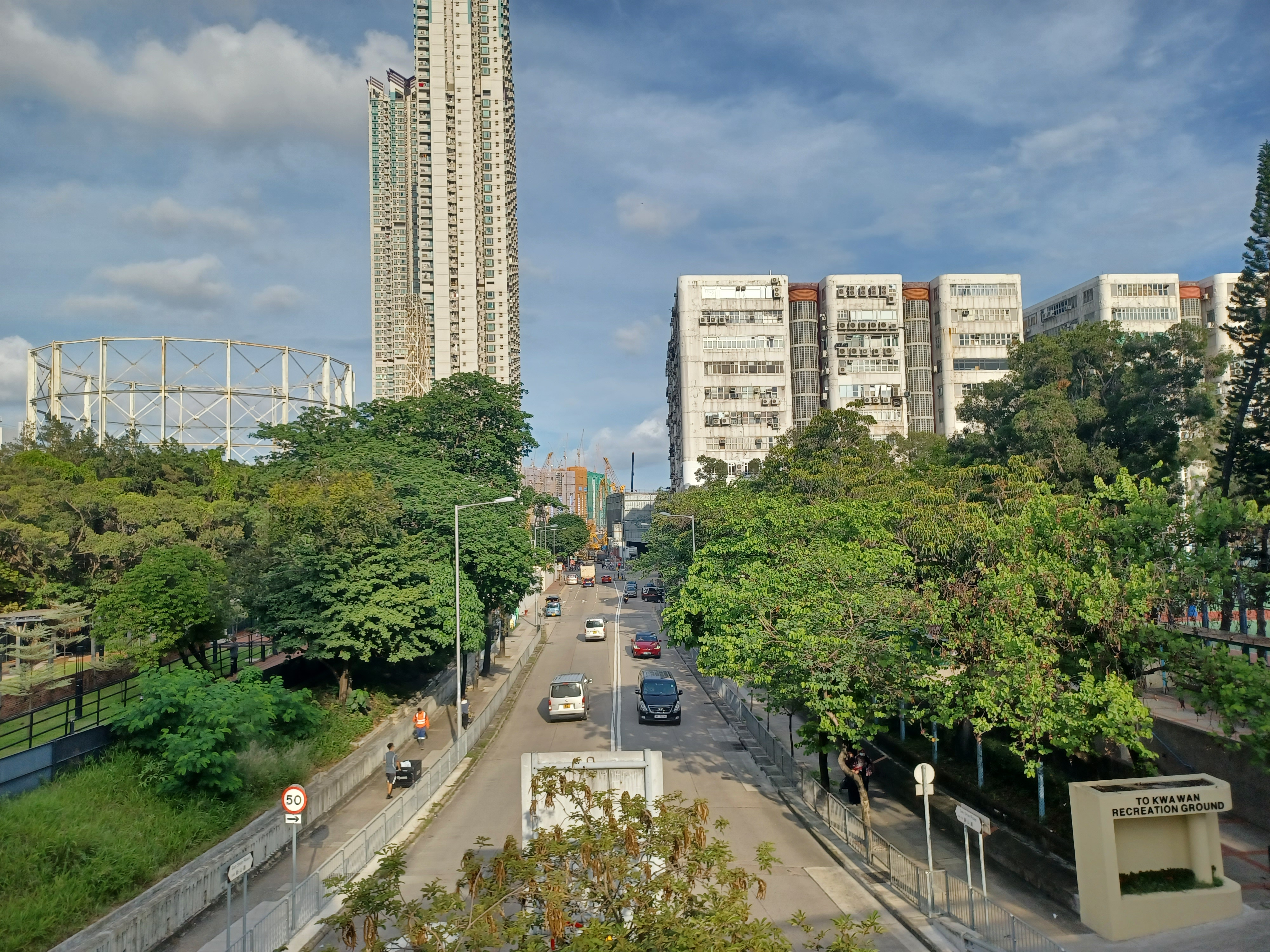
馬坑涌山的原址已發展為新山道

馬坑涌山（新山，即新礦山）位於馬頭角和土瓜灣兩條村落之間。此山得名於流經其北麓的馬坑涌，一條由採石山（舊礦山）經靠背壟、馬頭角流出九龍灣的小溪。馬坑涌山是一座石山，山體磷峋陡峭，主峰高203英尺，東北面的副峰高184英尺。早於19世紀中期或更早，已有人在馬坑涌山採石。1911年，新山有華人人口180人。香港政府早已計劃全面移平該山作都市化發展，1920年代至戰前馬坑涌山西麓被挖平並發展成馬坑涌道一帶的唐樓和工場。
到了戰後，整個山崗已變成一個大型採石場，由聯益石礦公司主理。1954年時，山崗已挖平三份之一。1956年，東北面副峰的採石場在平整後發展成中華煤氣新廠房和中華印刷廠（印刷廠後改為巴士廠，現美華工業中心）。1950年代末，區內的主幹道九龍城道位於馬坑涌山西麓一段已被打通，但直到啟德機場隧道落成以前路面仍然非常狹窄。到了1970年代，位於山崗西南面主峰的最後一部份大致平整完成，原址大部份於1987年發展為土瓜灣遊樂場。

## 流行文化
電影：
- 《南國姊妹花》（1939年）
- 《阿超結婚》（1958年）
- 《湖畔草》（1959年）